# 竹本光晴
竹本 光晴（たけもと こうせい、1967年9月20日）は、日本の宿曜占星術師。宿曜占星術最高師範福岡県出身。
【鑑定・個人授業・サロンワーク】
♦︎グリモワール:東京銀座2丁目サロン

## 来歴
美容室・ヘアーメイクスタジオ （下北沢Pick-on）の経営後、芸能プロダクション「B・E・FACTORY」のプロデューサーとして活躍。ファッションを中心としたヘアーメイクの経験を活かし、1996年よりファッションモデル・タレントの育成・マネージメント・プロモートを始める。
2000年より、本格的に宿曜占星術師として対面鑑定や占い雑誌の監修、執筆活動にとりかかっている。
2006年よりオフィシャルサイト「宿曜占星術光晴堂®」を開設。月間230万PVの大人気のサイトとなる。
2008年より宿曜占星術師の育成に取りかかり、現在では日本全国に約150名の師範を持つ。
サイキック能力を活かした独自のリーディングは、その的中率が話題となり、個人鑑定は3万人を超えている。
著書多数。

## 講座・出演
- 朝日カルチャーセンター 新宿(レギュラー出演)
- 東京 自由が丘:産経学園(レギュラー出演)
- 東京 四谷：エイトスター・ダイヤモンド (木曜会：宿曜占星術勉強会)
- 大阪 梅田：産経学園(レギュラー出演)

## 主な掲載誌・コンテンツ・出演
- Audition「パーフェクト メイク テク」連載 （白夜書房）
- 2007年8月より、『恋運暦』（イースト・プレス）執筆
- 2008年5月より、『女性セブン』（小学館）執筆
- 2008年7月より、『Misty』（実業之日本社）執筆
- 2008年10月

『あなたを幸運に導く占い師　ハッピー★ナビ』
（中経出版）著者鑑定 
- 2008年12月より、『miracle』1月号（インフォレスト）執筆
- 2009年6月より、『an・an』（マガジンハウス）　執筆
- 2010年6月より「ららはぴ」（コスミック出版）連載スタート
- 2011年9月『チャクラ』 （アイア） Book in Book執筆
- 2011年9月「開運百花かなえり vol.４」（リイド社）取材
- 2011年10月4日「ゆがふる。別冊」（芸文社）

「満月・新月のちからで大開運！」ムック本執筆 
- 2012年6月「金運を引き寄せる開運帳」（コスミック出版）

ムック本執筆 
- 2013年1月「占いに行ってきました!」（大泉書店）

柏木珠希著・取材
- 2013年8月

江本勝氏の機関誌「IHM WORLD」にて、連載スタート
- 2013年9月スポーツ祭東京2013(国体)

プラネタリウム監修・ナレーション：篠原ともえ
- 2013年12月「ゆがふる。別冊」（芸文社）

「月のちからで大開運！2014」ムック本執筆 
- anemone2014年より（ビオ・マガジン）取材・執筆

- 2008年4月より、公式携帯サイト

『前世 ソウルメイト ～宿曜占星術～』監修開始 
- 2015年1月よりYahoo！占い

7年連続検索1位の実力的中に10万人熱狂！　
竹本光晴「月魂天命占」スタート
その他 @nifty・楽天占い・So-net 占い・BIGLOBE占いスタート 
- 2015年6月よりLINE占い

「竹本光晴　新月と魂の宿曜天命占」スタート
- 癒しフェア 2015 in TOKYO トークショー出演

- 癒しフェア 2016 in TOKYO トークショー出演

- 道端アンジェリカの『HAPPY STYLE』出演

- 2018年1月　「占いで結婚しました！」 (コミックエッセイの森)イースト・プレス出版　柏木珠希著・取材

- 2018年２月号　月刊『ザ・フナイ』ビジネス社）取材

- 2019年８月よりYouTube番組「竹本光晴 宿曜占星術」スタート

- 2020年1月より 由加山蓮台寺 竹本光晴監修「宿曜おみくじ」スタート

- 『週刊SPA！』2020年8月25日号（扶桑社）にて、

「新型コロナ禍を的中させた占い師」として取材協力
（巻頭26P、27Pモノクロ見開き２ページの特集記事）
- 2022年2月より 宿曜占星術光晴堂 DMMオンラインサロン オープン

- 2022年3月より 鳥越アズーリFM　第四土曜日17時〜生放送「シャングリラTV」スタート

## 著書
- 月が教えてくれる宿曜占い（アメーバブックス新社）ISBN 978-4-344-99105-7 / C0095

竹本光晴が独学により学んだ宿曜占星術についての著作。
生年月日による本命宿の算出法、運命・性格・恋愛といった宿ごとの個性、宿同士の相性。
占星盤による運勢の算出法。などが記されている。
- 月が教えてくれる運命のサイクル（幻冬舎）ISBN 978-4344991477.

- そこまでわかる!あなたの未来 宿曜占星術（ビオマガジン）ISBN 978-4904379998.

- 宿曜オラクルカード（株式会社ベータールーム) ISBN 978-4990802516.

- わんわんオラクルカード（ 著者：池田利子　監修者：竹本光晴）ISBN-10: 4990802535

- シャングリラ占星術 あなたを守護する27の聖獣占い　（あさ出版：2020 年11月19日 発刊予定）ＩＳＢＮ： 978-4-86667-242-7
- 神様・仏様を味方にする　宿曜スーパー開運術（かざひの文庫:2025年1月14日）